# Cacodemonius quartus
Pour les articles homonymes, voir Quartus (homonymie).
Espèce
Cacodemonius quartus est une espèce de pseudoscorpions de la famille des Withiidae.

## Distribution
Cette espèce est endémique du Chiapas au Mexique. Elle se rencontre vers Villa Comaltitlán.

## Description
Le mâle holotype mesure 2,2 mm et les femelles de 2 à 2,1 mm.

## Publication originale
- Hoff, 1946 : New pseudoscorpions, chiefly neotropical, of the suborder Monosphyronida. American Museum Novitates, vol. 1318, p. 1-32 (texte intégral).